# Лібіхава
Лібіхава — село в окрузі Бановці-над-Бебравою Банськобистрицького краю Словаччини. Станом на грудень 2015 року в селі проживало 136 людей.

## Географія
Протікає Лібіхавський потік.

## Населення
| Рік:            | 1994. | 2004.   | 2014.    | 2024.   |
| --------------- | ----- | ------- | -------- | ------- |
| Кількість осіб: | 179   | 168     | 137      | 138     |
| Різниця:        |       | -6,14 % | -18,45 % | +0,72 % |

| Рік:            | 2023. | 2024.   |
| --------------- | ----- | ------- |
| Кількість осіб: | 146   | 138     |
| Різниця:        |       | -5,47 % |